# بايرون تينوريو
بايرون تينوريو (بالإسبانية: Byron Tenorio)‏ هو لاعب كرة قدم كولومبي وإكوادوري في مركز الدفاع، ولد في 14 يونيو 1966 في إسمرالداس في الإكوادور. شارك مع منتخب الإكوادور لكرة القدم. أما مع النوادي، فقد لعب مع إل. دي. يو. كيتو وسوسيداد ديبورتيفو كيتو ونادي إيميلك ونادي برشلونة ونادي بورتوفيخو ونادي ديبورتيفو إل ناسيونال ويونيون إسبانيولا.

## وصلات خارجية
- بايرون تينوريو على موقع قاعدة بيانات كرة القدم.إي يو (الإنجليزية)
- بايرون تينوريو على موقع ناشيونال فوتبول تيمز (الإنجليزية)
- بايرون تينوريو على موقع عالم كرة القدم.نت (الإنجليزية)